# Rákoš (Revúca)
Rákoš (ungarisch Gömörrákos – bis 1907 Rákos) ist eine Gemeinde in der Mitte der Slowakei mit 402 Einwohnern (Stand 31. Dezember 2024), die zum Okres Revúca, einem Kreis des Banskobystrický kraj, gehört und in der traditionellen Landschaft Gemer liegt.

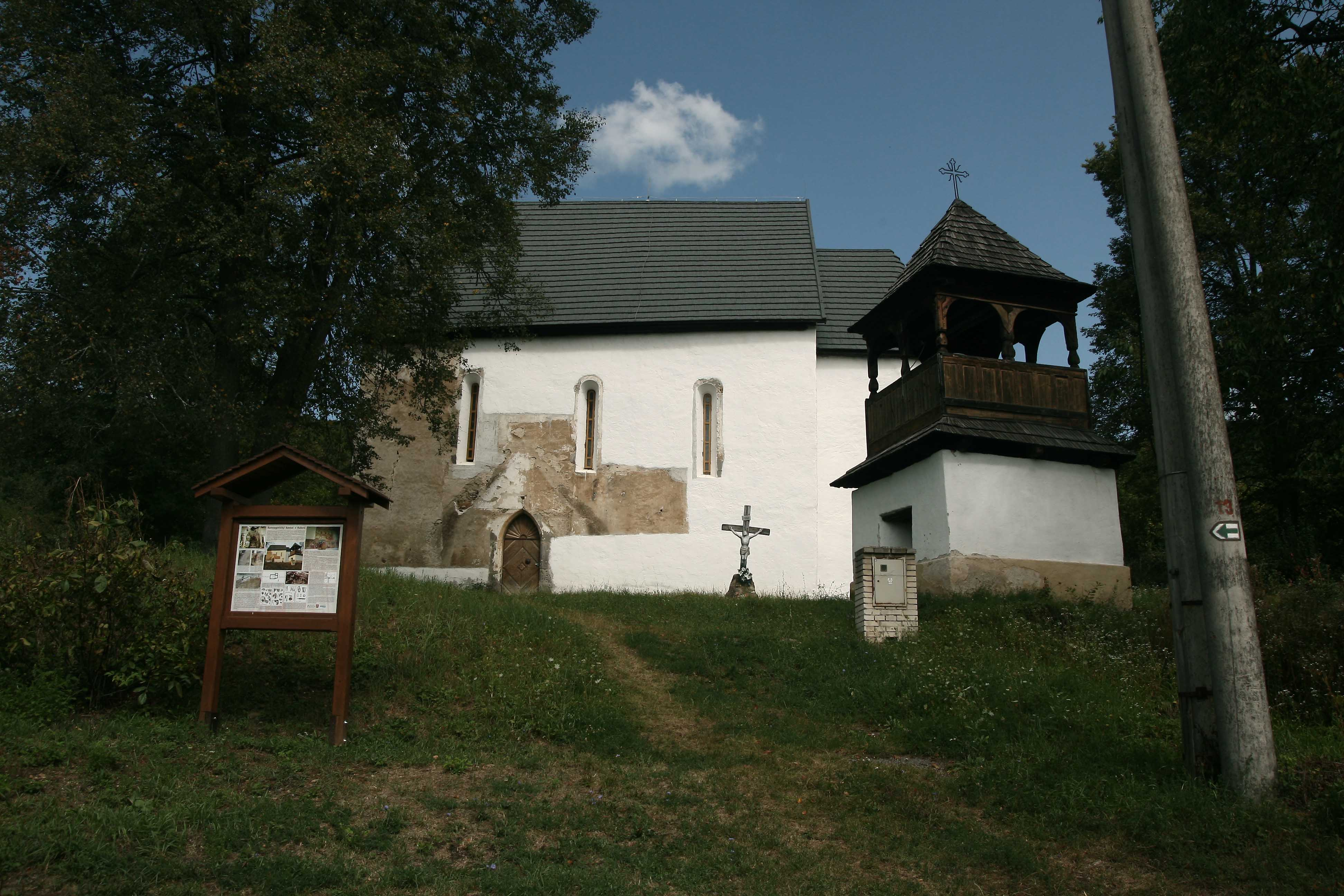
Kirche der Dreifaltigkeit

## Geographie
Die Gemeinde befindet sich im Südteil des Slowakischen Erzgebirges, genauer noch im Bergland Revúcka vrchovina, im Tal des Baches Rakyš, am Fuße des 814 m n.m. hohen Berges Železník. Der Rakyš mündet unterhalb des Ortes in den Východný Turiec. Das Ortszentrum liegt auf einer Höhe von 331 m n.m. und ist 10 Kilometer von Jelšava sowie 21 Kilometer von Revúca entfernt.
Zur Gemeinde gehört neben dem Hauptort auch die westlich gelegene Siedlung Rákošská Baňa.
Nachbargemeinden sind Turčok im Norden, Nandraž im Osten, Kameňany im Süden, Ratková im Südwesten und Sirk im Westen.

## Geschichte
Rákoš wurde zum ersten Mal 1318 als Torpholua schriftlich erwähnt und entstand als Ort unterhalb der Burg Köwy, die im 15. Jahrhundert unterging. Weitere historische Namen sind Tarfalva (1359), Rakos beziehungsweise Rakws (1427), Castrum Rakos beziehungsweise Rakosvar (1460) und Castrum Kevy alias Rakos (1470). Der Ort war Besitz des Geschlechts Bebek, das 1427 insgesamt 23 Porta besaß. Haupteinnahmequellen waren Eisenerz- und Kupferbergwerke und damit verbundene Hammerwerke und Öfen, es gab aber auch Fuhrmänner und Köhler. Im 16. Jahrhundert kam die wirtschaftliche Tätigkeit wegen türkischer Einfälle und hohen Tributen zum Erliegen; erst im 17. Jahrhundert unter der Herrschaft des Geschlechts Wesselényi erholte sich der Ort. Weitere Besitzer waren im 18. Jahrhundert die Csákys und im 19. Jahrhundert die Familien Coburg und Koháry. 1828 zählte man 91 Häuser und 691 Einwohner.
Bis 1918 gehörte der im Komitat Gemer und Kleinhont liegende Ort zum Königreich Ungarn und kam danach zur Tschechoslowakei beziehungsweise heute Slowakei. Im Verlaufe des 20. Jahrhunderts wurden die Bergwerke zuerst in der ersten tschechoslowakischen Republik stillgelegt, nach 1952 aber noch einmal reaktiviert.
Heute sind die Einwohner in der Holzwirtschaft, der Landwirtschaft sowie als Arbeiter in umliegenden Industriebetrieben tätig.

## Bevölkerung
| Jahr                | 1994 | 2004    | 2014    | 2024    |
| ------------------- | ---- | ------- | ------- | ------- |
| Anzahl der Personen | 382  | 413     | 428     | 402     |
| Unterschied         |      | +8,11 % | +3,63 % | −6,07 % |

| Jahr                | 2023 | 2024    |
| ------------------- | ---- | ------- |
| Anzahl der Personen | 405  | 402     |
| Unterschied         |      | −0,74 % |

Nach der Volkszählung 2011 wohnten in Rákoš 420 Einwohner, davon 316 Slowaken, 17 Roma, zwei Tschechen und ein Magyare. 84 Einwohner machten keine Angabe zur Ethnie.
105 Einwohner bekannten sich zur römisch-katholischen Kirche, 92 Einwohner zur Evangelischen Kirche A. B., fünf Einwohner zur altkatholischen Kirche, jeweils drei Einwohner zu den Zeugen Jehovas und zur evangelisch-methodistischen Kirche, zwei Einwohner zur griechisch-katholischen Kirche sowie jeweils ein Einwohner zu den Siebenten-Tags-Adventisten, zur reformierten Kirche und zur tschechoslowakischen hussitischen Kirche. 101 Einwohner waren konfessionslos und bei 106 Einwohnern wurde die Konfession nicht ermittelt.

## Bauwerke
- römisch-katholische Kirche Hl. Dreifaltigkeit im romanisch-gotischen Stil aus der zweiten Hälfte des 13. Jahrhunderts. Sehenswert sind erhaltene mittelalterliche Fresken im Inneren sowie an Fassaden neben dem Eingang
- evangelische Kirche im klassizistischen Stil aus dem Jahr 1819

## Verkehr
Rákoš ist erreichbar durch die Straße 2. Ordnung 526 auf ihrer Teilstrecke zwischen Hnúšťa und Jelšava sowie über eine Straße 3. Ordnung von Gemerská Ves.